# Mirja Mane
Impi Maria Mirjami Mane, właśc. Mirjami Manelius (ur. 9 maja 1929 w Helsinkach, zm. 21 kwietnia 1974) – fińska aktorka.
Najbardziej znana z roli wiedźmy w filmie Noita palaa elämään w reżyserii Rolanda af Hällströma. Sceny nagości w produkcji budziły w tamtym czasie duże zainteresowanie, jednak umiejętności aktorskie Mirji wzbudzały wątpliwości krytyków.
Podczas swojej kariery Mane wystąpiła jedynie w pięciu produkcjach. Zmarła po krótkiej chorobie w wieku 44 lat.

## Filmografia
- Kaunis Veera eli ballaadi Saimaalta (1950)
- Noita palaa elämään (1952)
- Saariston tyttö (1953)
- Kuningas kulkureitten (1953)
- Morsiusseppele (1954)